# Гіппот
Гіппо́т (дав.-гр. Ἱππότης) — персонажі давньогрецької міфології:
- Гіппот — син Міманта, правнук Елліна і внук повелителя вітрів Еола.
- Гіппот — правнук Геракла, син Філанта і Ліпефіли. Гіппот убив віщуна Карнея, що з'явився війську Гераклідів у Навпакті й був прийнятий ними помилково за злого чаклуна[1]. Аполлон звелів вигнати Гіппота на десять років. У вигнанні у нього народився син Алет, що став згодом царем Коринфа.
- Гіппот — коринфський цар, син Креонта. Приймав у себе Ясона і дав йому в дружини свою сестру або дочку.